# Dalibor z Kozojed
Dalibor z Kozojed o Dalibor de Kozojed, fue un personaje semilegendario de Praga que a través de una revuelta de campesinos logra usurpar un castillo por lo que es condenado a muerte.

## Biografía
Dalibor de Kozojed era un joven señor de una antigua familia, cuyo bisabuelo (también Dalibor) luchó valientemente junto al rey Juan I de Bohemia en la Batalla de Crécy. El padre de Dalibor, Aleš, trabajó como burgrave en el castillo de agua en Budyně y en la fortaleza en Mšeném, que perteneció a Jan Zajíc de Házmburk. El Sr. Aleš compró una granja en Mnetěš y cerca de Říp, donde vivía con su esposa e hijos Dalibor y el joven Jan o Ješek.
Las crecientes deudas de la población y la mala situación de la población durante las guerras husitas trajeron cada vez más malestar. Uno de los levantamientos más importantes de súbditos contra los deberes laborales tuvo lugar en 1496 en la finca Adam Ploskovský de Drahonice en Litoměřice. Los súbditos exigieron su liberación de los deberes laborales derrotando la fortaleza del señor, y aunque se defendió ferozmente, lo hirieron y capturaron, por lo que para salvarle la vida les prometió su honor y la fe de que los liberaría de la servidumbre. Los rebeldes "se refugiaron voluntariamente" bajo la protección de Dalibor de Kozojed, que en cierto sentido era vecino de Adam Ploskovsky.
Dalibor no era un protector de los oprimidos. Los Zemské desky (antiguo tratado de leyes del Reino de Bohemia) en los registros del Tribunal de la Sala contienen pruebas convincentes de que antes de su encarcelamiento en el Castillo de Praga, fue llevado ante la justicia dos veces por su deshonestidad, el 14 de octubre de 1490, cuando fue demandado por su padre que se apropió de más bienes de su familia de lo que tenía derecho. El tribunal falló a favor del padre Aleš y ordenó a Dalibor que le entregara a su hermano menor Jan (o Ješek) una parte que no le pertenecía (caballos, vacas, cerdas, cereales y otras partes superiores). Dalibor no cumplió, por lo que su hermano Jan lo envió a la corte el 13 de noviembre del mismo año, y Dalibor perdió.
Dalibor utilizó la revuelta de sus súbditos para apropiarse de la propiedad de Adam Ploskovsky. Luego, en el verano de 1497, el tribunal provincial determinó para la ley que la persona que aceptara al sujeto rebelde bajo protección sería ejecutada, y la propiedad y los sujetos así adquiridos deben devolverse al dueño original. Este hallazgo se convirtió en una base importante para resolver los delitos de rebelión contra la nobleza en el futuro, y hoy se conoce como Hallazgo de Dalibor, porque por ello Dalibor fue encarcelado en el famoso Daliborka y el 13 de marzo de 1498, fue condenado a muerte y pérdida de un título nobiliario y probablemente ejecutado el mismo día en una placa entre el edificio del burgrave y la Torre Negra o Opyši en el lugar de hoy. Era caballero, así que no fue ahorcado, pero fue decapitado por un verdugo.

## Leyenda
Según la leyenda, el joven estando en prisión pidió un violín y aprendió a tocarlo encerrado en la torre mientras aguardaba su muerte. Corrieron los rumores acerca de las bellas melodías de Dalibor, y la gente de Praga se acercaba a la torre para oírlas, llevarle comida y algo de beber. . . Se dice que Dalibor era tan popular que las autoridades temían anunciar la fecha de su ejecución. De todas formas, un día el violín dejó de sonar... 
El compositor checo Bedrich Smetana compuso su ópera Dálibor basada en esta leyenda.
Para aquellos más racionales, hay una explicación "lógica", aunque bastante más oscura , acerca de por qué se asoció al prisionero Dalibor con un violín. En tiempos medievales se llamaba también violín a un dispositivo de tortura de forma similar al instrumento musical, con agujeros para la cabeza y los brazos. La "música" era producida por los prisioneros cuando el procedimiento se iniciaba... sin duda muy lejos de la dulce melodía producida por un violín. Gustav Meyrink lo menciona en La noche de Walpurgis.

## La Torre Daliborka

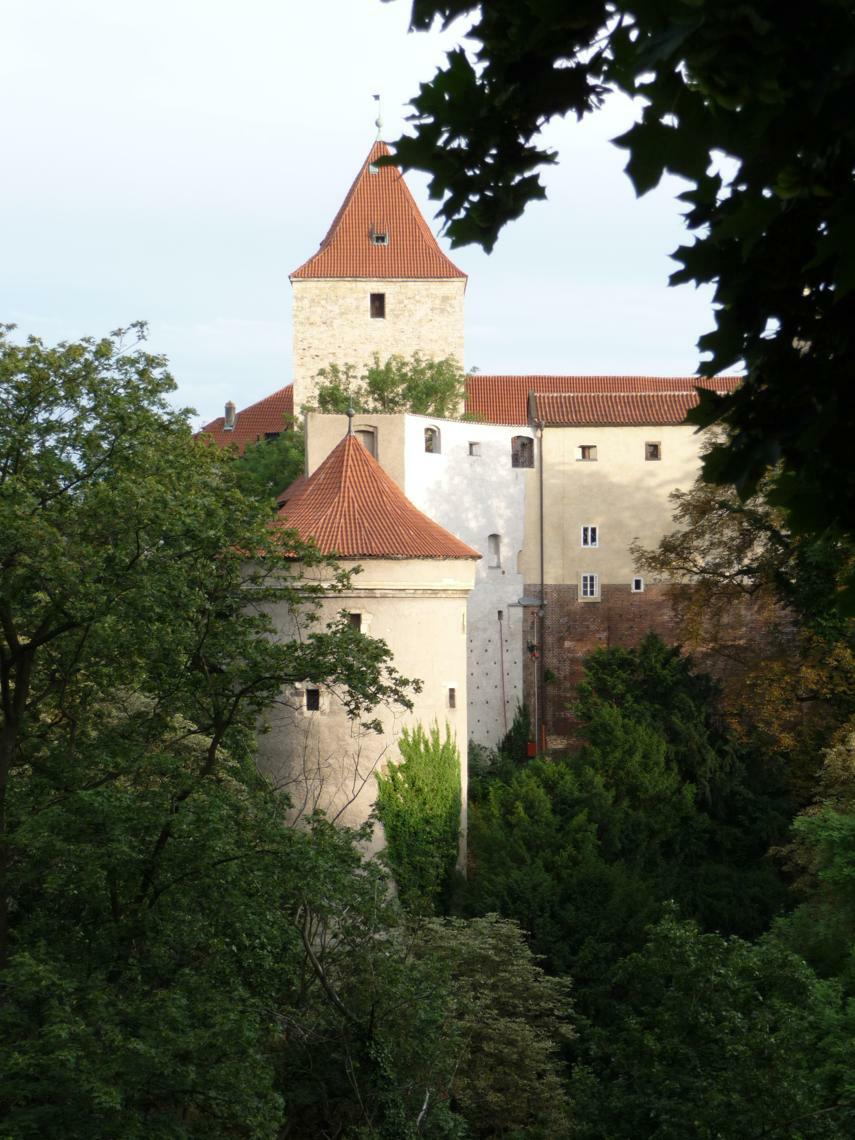
Torre Daliborka, ubicada en Praga (República Checa).

La Torre Daliborka fue una cárcel muy famosa que cumplió esta función hasta fines del siglo XVIII. Fue bautizada con el nombre de, Dalibor de Kozojed, su primer prisionero.